# Astragalus gracaninii
Astragalus gracaninii är en ärtväxtart som beskrevs av Kiril Micevski. Astragalus gracaninii ingår i släktet vedlar, och familjen ärtväxter. Inga underarter finns listade i Catalogue of Life.